# ISUCA
『ISUCA』（イスカ）は、高橋脩による日本の漫画。『ヤングエース』（KADOKAWA 角川書店）にて2009年Vol.1より連載を開始。2012年9月号から隔月連載となり、2017年5月号まで連載された。単行本は全9巻。

## 概要
貧乏学生・浅野真一郎と島津37代目仮当主・島津朔邪を中心に描く学園退魔ファンタジーアクション。キャッチフレーズは「こんな屈辱（コト）して…責任をとれ！」「バイトで退魔、時々ラブコメここに登場！」。
作中の舞台は神奈川県。主に横浜市。島津本宅のある鎌倉市や修行の地として相模湾に浮かぶ小島が登場する。
2014年6月にアニメ化が公式サイトとコミックス5巻の帯にて発表された。後に2014年8月号にて当該情報が次いで掲載された。

## ストーリー
一人暮らしをしながら高校に通う浅野真一郎。彼は担任の勧めで、級友の島津朔夜宅の家政夫としてバイトする事に。そんな中、彼女が妖魔封じを生業としていることを知ってしまいその手伝いをするハメに…。

## 登場人物

### 主要人物
島津 朔邪（しまづ さくや）
声 - 木戸衣吹
本作のヒロイン。浅野真一郎と同じ学校に在籍している島津家37代目仮当主。主な武器は弓。裏表が激しく、人前では清楚な立ち振る舞いをするが、裏では真一郎にきつく当たるなど、ワガママな性格。身長も低くスタイルも幼児体型のため、自分の体には非常にコンプレックスを持っている。
従妹である須世璃を支持している一族の者達の声に反発して、故郷・鎌倉を出て一人暮らしをしている。次期当主を正式決定する条件である封魔の成績を自分1人の力で行うことによって、一族に自分自身の力を証明するのが目的。そのせいか周りを頼らず1人で何もかも成そうと考えていて、最初真一郎とはすごく反発していたが、共に過ごしていくうちに彼を信頼するようになり、最終的には好意を持つようになる。
小さい頃に重い病気を患い、床に伏せていた時ある人物からもらったイスカのぬいぐるみが彼女の真名のキッカケになっている。
名前の由来はコノハナノサクヤヒメ。
浅野 真一郎（あさの しんいちろう）
声 - 河本啓佑
本作の主人公。他者の真名を見抜く『真眼』を持つ高校2年生。両親ともに売れないマジシャンをしており、武者修行と称してヨーロッパに旅立ってしまった為に非常に貧乏である。仕送りも滞り家賃の支払いも危ういと感じたため、バイトを始めようと決意し担任教師である相馬撫子に相談した所、島津朔邪（本人は会うまではわからなかった）の家事手伝いを勧められる。それがきっかけで、妖魔退治手伝いと島津家の騒動に巻き込まれていく。同時にタマ子や朔耶に須世璃の真名を知ってしまったことで、ますます抜けられないくらいのレベルにまで達してしまう。
タマ子
声 - 佐土原かおり
異界の住人である猫又。化け猫として現世にいた所、島津朔邪に捕らえられる。一度は逃げ出すものの真一郎に真名を唱えられ再び捕らわれる。しかし朔邪が封じようと弓を向けた時に真一郎が彼女を制止したため、非常に彼を気に入る。以後は真一郎に付いて回っている。
相馬 撫子（そうま なでしこ）
声 - 藏合紗恵子
浅野真一郎の担任。島津家の分家であり、本家から朔邪と須世璃のお目付け役を命ぜられ、2人を監視している。分家出身ではあるが、式神やゴーレムを操ったり、真一郎の真眼の能力を見抜いたりする等、実力は未知数。年上であり教師でもあるために、気の強い朔邪でも彼女には強く言えない時がある。
島津 須世璃（しまづ すせり）
声 - M・A・O
島津37代目当主候補。朔邪の妹として育てられているが、実際は従姉妹。姉とは身長もスタイルも正反対であり、また冷静な性格をしている。姉の朔邪よりも早い歳で真名の儀を行い、一族にも彼女を支持している者が多い。鎌鼬を操り、またはゴン太と呼ばれる一匹の管狐を保有している。
「どうしても当主にならないといけないんです」との発言にもあるように、彼女も当主に対して強い執念を持っている。そして、真一郎の持つ真眼の力に興味を持っていて、彼を自分のものにしようと考えていたが、彼と共に過ごすうち好意的な感情が芽生えだし、当主の座だけでなく真一郎を巡って取り合っている。
幼い頃、厳格な母＝島津 沙霧に退魔師としての修行をスパルタで教え込まれ、一切反論もしなく母の言いつけ通りに修行を受けていた。そんな時間の中、彼女に朔也の姿が映り、それが自分の真名に繋がった。
イスカ
声 - 藤村歩
西洋魔術の使い手の少女。島津家に強い憎しみを抱いているが、なぜか朔邪の母である伽邪の夢を見ることが出来る。
イルダーナ
声 - 森川智之
イルダーナの仲間で、仮面を着けている男性。朔邪の父である時春と同じ指輪をはめており、背格好も良く似ている。

### その他の人物
相馬 茉莉（そうま まつり）
声 - 小日向茜
須世璃に幼い頃から仕えている付き人。中学三年生。霊術は基本的に苦手だが治癒術だけは得意。撫子と同じ名字だが直接的な血のつながりは無い。彼女自身、フレンドリな性格をしていて、朔也に関しては普通に接してくれている人物の1人。
島津 那巳（しまづ なみ）
声 - 大谷育江
朔邪と須世璃の祖母。セーラー服を着た少女の姿をしているが、それは那巳の若い頃の姿を模して作られた人形である。本物の那巳は別の場所におり、その人形に精神を宿らせて操っている。この状態でも極めて強力な霊能者。ゲームが大好き。
島津 時春（しまづ ときはる）
朔邪の父。西洋魔術師で、島津家と敵対する朝比奈家の出身。ウロボロスをかたどった指輪をしていた。8年前に妖魔討伐に向かって以来行方不明となっている。
島津 伽邪（しまづ かや）
朔邪の母。8年前に時春と共に行方不明になった。
島津 沙霧（しまづ さぎり）
声 - 伊倉一恵
須世璃の母。伽邪の妹。かつて伽邪と当主の座を争い敗れた。須世璃を当主にするために幼い頃から厳しくしつけ、朔邪のことは敵視している。そして一族と関係を持ってしまった真一郎にもいい感情を持っておらず、本家でそれを証明している。しかも、那巳からの提案で真一郎と結ばれた者を当主にするという決定に反対的な感情を抱くが現当主の決定には逆うことはできず、その怒りを真一郎にぶつけてしまう。しかし突如現れたイスカによってそれは妨害され未遂となり、庭に落とした扇を須世璃に見つけられ、真一郎を襲ったことを白状。その後に須世璃に絶縁を叩きつけられ、自分の望みが叶わないという絶望感に包まれ膝をつくのであった。
朔邪のことは敵視する理由は、姉＝伽邪にあった。過去、母親の命令で伽邪と当主の座を競い合っていたが、霊能者としてのレベルは姉の方は上。差を埋めるために召霊術に挑んだが、調伏の儀は失敗し、左顔にはその時に受けた傷が今でも残っている。伽邪が当主になってからは、島津家の血統を残す役割を与えられ、伽邪の許嫁と無理やり結婚させられた。そのことにより、伽邪と朔邪を憎むようになり、自分の代わりに娘である須世璃に当主の座に就かせることで2人の居場所はここにはないということと自分の運命をメチャクチャにされた恨みを晴らそうと考えていた。言ってみれば、須世璃は娘である前に、自分の復讐を果たすためだけの道具としてしか見ていなかった。
アニメ版では本家に呼ばれていないため、面識はない。他でも真一郎と対面するところはない。
島津 阿佐彦（しまづ あさひこ）
島津家の少年。中学三年生。剣術が得意。撫子や茉莉と同じく、心では朔也を理解してくれている1人。一緒にいる真一郎には嫉妬めいた感情を抱いているが、彼に剣術の稽古をつけてくれている。沙霧からは彼を須世璃の婿にしようと考えられている。
朝比奈 秋如（あさひな あきゆき）
朝比奈家の当主。
朝比奈 リリア（あさひな リリア）
秋如の娘。メフィーというしゃべる熊のぬいぐるみをいつも胸に抱いている。
夜叉王（やしゃおう）
付喪神となった刀。手にした朔邪を操るが真一郎に真名を知られおとなしくなり、後に真一郎の武器となる。人間態は女性。
松浦 文月（まつうら ふづき）
声 - 幸田夢波
朔邪の友人。
立花 奏絵（たちばな かなえ）
声 - ブリドカットセーラ恵美
朔邪の友人。
大久保 尚哉（おおくぼ なおや）
声 - 酒井俊輔
真一郎の友人。
真一郎の父
声 - 丸山壮史
手品師。
真一郎の母
声 - 高森奈緒
助手。

## 作品設定
真名
異界の住人や霊力を行使するような人物が持っているもう1つの名前。真名を知られ、その名を唱えられた者は、唱えた者に支配され命令に従わないといけなくなる（「死ね」などの一部の命令はその限りではない）。複数の人物に真名を唱えられた場合は、先に唱えた人物が優先される。
現世にいる霊力を行使する人物たちは、真名の儀と呼ばれる儀式を行う。
妖魔
異界の住人。現世に赴き、人間の生気を奪い現世で生き続ける存在。元は現世に存在してた生き物や道具。目的や妖魔になってしまう条件は現在不明。
大ムカデ
声 - 真田アサミ 
エンラエンラ
塗り壁

島津家
妖魔の退治を生業としてきた一族。朔邪と須世璃の姉妹は本家、撫子は分家の人間。
島津家の他にも妖魔を退治する団体は存在する。

## 単行本
カドカワコミックス・エースレーベルより発売。発行・販売元はKADOKAWA（編集企画：コミック&キャラクター局 ヤングエース編集部）である。なお、第5巻までは高橋が『月刊少年エース』で当時連載していた『新世紀エヴァンゲリオン 碇シンジ育成計画』の各新刊と同時発売だった。
| 巻数        | 初版発行日付 （発売日）           | ISBN                   |
| ----------- | --------------------------------- | ---------------------- |
| 1           | 2010年5月26日 （2010年5月26日）   | ISBN 978-4-04-715458-2 |
| 2           | 2011年2月26日 （2010年2月26日）   | ISBN 978-4-04-715625-8 |
| 3           | 2012年11月26日 （2011年11月22日） | ISBN 978-4-04-120502-0 |
| 4           | 2013年8月26日 （2013年8月23日）   | ISBN 978-4-04-120851-9 |
| 5           | 2014年6月26日 （2014年6月23日）   | ISBN 978-4-04-102025-8 |
| 6           | 2014年12月29日 （2014年12月29日） | ISBN 978-4-04-102026-5 |
| 7（限定版） | 2015年8月26日 （2015年8月26日）   | ISBN 978-4-04-102804-9 |
| 7（通常版） | 2015年9月4日 （2015年9月4日）     | ISBN 978-4-04-102803-2 |
| 8           | 2016年10月4日 （2016年10月4日）   | ISBN 978-4-04-104418-6 |
| 9           | 2017年5月2日 （2017年5月2日）     | ISBN 978-4-04-105464-2 |

## テレビアニメ
2015年1月より3月まで放送された。エンディングアニメーションは梅津泰臣が担当している
テレビアニメ化に伴い、原作には登場しない多くの技やサイドストーリー、本作のヒロイン島津朔邪の好物としてアイリッシュシチューが幾度となく登場するなど、様々な設定や要素が追加された。島津流弓霊術の追加（都牟羽、都牟刈、須佐能）。

### スタッフ
- 原作 - 高橋脩（ヤングエース連載 / 角川コミックス・エース刊）
- 監督 - 岩永彰
- シリーズ構成 - 鈴木雅詞
- 脚本 - 鈴木雅詞（第一話 - 第十話）、大久保昌弘（第十一話）
- キャラクターデザイン - 秋山由樹子
- 総作画監督 - 一居一平、佐藤麻里那
- 妖魔デザイン - 久我嘉輝
- プロップデザイン - 宮川治雄
- エフェクト・アクション監修 - 宇佐美皓一
- 美術監督 - 高橋麻穂
- 色彩設計 - 上谷秀夫
- 撮影監督 - 田中恒嗣
- 編集 - 瀬山武司
- 音響監督 - 清水勝則
- 音楽 - 流歌、千葉"naotyu-"直樹、秋月須清
- 音楽制作 - MAGES.
- 音楽プロデューサー - 金谷雄文、村上純
- 企画・エグゼクティブプロデューサー - 安田猛
- プロデューサー - 五味健次郎
- アニメーションプロデューサー - 小澤一由
- アニメーション制作 - アームス
- 製作 - 「ISUCA」製作委員会

### 主題歌
オープニングテーマ「Never say Never」
作詞 - 小川ひなこ、辻村結實子 / 作曲 - Konnie Aoki、ShinYMG / 編曲 - MACARONI☆ / 歌 - アフィリア・サーガ
エンディングテーマ「Somebody to love」
作詞 - Kanon Kuwa / 作曲 - 藤田智史 / 編曲 - 川羽田敍新 / 歌 - TWO-FORMULA

### 各話リスト
| 話数     | サブタイトル | 絵コンテ | 演出              | 作画監督                                                   |
| -------- | ------------ | -------- | ----------------- | ---------------------------------------------------------- |
| 第壱話   | 邂逅         | 岩永彰   | 岩永彰            | 阿萬和俊、園田高明 津熊健徳、服部憲知 Kim Hyou En          |
| 第弐話   | 真名         | 今泉賢一 | 筆坂明規          | 織岐一寛、近藤瑠衣 松本純平                                |
| 第参話   | 対立         | 高本宣弘 | 川西泰二          | Chang Bum Chul                                             |
| 第肆話   | 暗躍         | 下田正美 | 浅利藤彰          | Shin Min Seop、Seo Jung Duck 石崎裕子                      |
| 第伍話   | 真眼         | 石田暢   | 石田暢            | Lee Joung Kyung                                            |
| 第陸話   | 約束         | 田所修   | 川西泰二 下司泰弘 | 園田高明、津熊健徳 阿萬和俊、Hue Hye Jung                  |
| 第漆話   | 明暗         | 高本宣弘 | 辺野茂平          | 織岐一寛、近藤瑠衣 松本純平、Yu Min Zi                     |
| 第捌話   | 試練         | 田所修   | 川西泰二          | Chang Bum Chul                                             |
| 第玖話   | 襲撃         | 山本天志 | 小柴純弥          | Lee Joung Kyung、Kim Yoon Joung Park Myeong Hun            |
| 第拾話   | 決着         | 今泉賢一 | 今泉賢一          | 舘崎大、阿萬和俊 高原修司、飯飼一幸 園田高明、Hue Hye Jung |
| 第拾壱話 | 極楽         | 西島克彦 | 川西泰二          | Chang Bum Chul、Kin Boo Kyung Lee Suk Yoon                 |

### 放送局
| 放送期間                | 放送時間                     | 放送局      | 対象地域 | 備考             |
| ----------------------- | ---------------------------- | ----------- | -------- | ---------------- |
| 2015年1月24日 - 3月28日 | 土曜 1:35 - 2:05（金曜深夜） | TOKYO MX    | 東京都   |                  |
|                         | 土曜 20:00 - 20:30           | AT-X        | 日本全域 | リピート放送あり |
| 2015年1月25日 - 3月29日 | 日曜 3:00 - 3:30（土曜深夜） | BS11        | 日本全域 | 『ANIME+』枠     |
| 2015年1月26日 - 3月30日 | 月曜 0:00 - 0:30（日曜深夜） | テレ玉      | 埼玉県   |                  |
|                         |                              | チバテレ    | 千葉県   |                  |
|                         |                              | tvk         | 神奈川県 |                  |
|                         | 月曜 0:30 - 1:00（日曜深夜） | サンテレビ  | 兵庫県   |                  |
|                         | 月曜 2:30 - 3:00（日曜深夜） | TVQ九州放送 | 福岡県   |                  |
| 2015年1月28日 - 4月1日  | 水曜 0:00 - 0:30（火曜深夜） | 岐阜放送    | 岐阜県   |                  |
| 2015年1月29日 - 4月2日  | 木曜 1:20 - 1:50（木曜深夜） | 三重テレビ  | 三重県   |                  |

| 放送期間               | 放送時間                   | 配信元 | 備考            |
| ---------------------- | -------------------------- | ------ | --------------- |
| 2015年1月30日 - 4月3日 | 金曜 0:00 更新（木曜深夜） | GYAO!  | 最新話1週間無料 |

### BD / DVD
| 巻 | 発売日        | 収録話         | 規格品番  | 規格品番   | 規格品番   |
| 巻 | 発売日        | 収録話         | BD        | DVD限定版  | DVD通常版  |
| -- | ------------- | -------------- | --------- | ---------- | ---------- |
| 1  | 2015年3月27日 | 第1話 - 第2話  | KAXA-7211 | KABA-10317 | KABA-10322 |
| 2  | 2015年4月24日 | 第3話 - 第4話  | KAXA-7212 | KABA-10318 | KABA-10323 |
| 3  | 2015年5月29日 | 第5話 - 第6話  | KAXA-7213 | KABA-10319 | KABA-10324 |
| 4  | 2015年6月26日 | 第7話 - 第8話  | KAXA-7214 | KABA-10320 | KABA-10325 |
| 5  | 2015年7月31日 | 第9話 - 第10話 | KAXA-7215 | KABA-10321 | KABA-10326 |